# Fróech mac Finchada
Fróech mac Finchada ou  Fráech mac Findchado (mort en 495) est un roi de Leinster. Fráech est un membre du Dál Messin Corb  le principal sous sept, des Uí Garrchon. Il succède à son père, Findchad mac Garrchon, (mort en 485). Il règne de 485 à 495,

## Règne
Les annales notent la défaite des Hommes de Leinster lors de la Bataille de Taillten en 494 face à  Coirpre mac Néill. Cet événement est associé avec la conquête par les  Ui Neill
de Brega et la prise de Tailtiu. En 495 Fráech est défait et tué par Eochu mac Coirpri lors de la seconde bataille de Grainaret (Granard, Comté de Longford) en Tethba.

## Sources
- Annales d'Ulster CELT: Corpus of Electronic Texts at University College Cork
- Annales d'Innisfallen CELT: Corpus of Electronic Texts at University College Cork
- (en) Charles-Edwards, T. M. (2000), Early Christian Ireland, Cambridge: Cambridge University Press,  (ISBN 0-521-36395-0)
- (en) Francis John Byrne (2001), Irish Kings and High-Kings, Dublin: Four Courts Press,  (ISBN 978-1-85182-196-9)
- (en) Ireland, 400-800, p. 188, Dáibhí Ó Cróinín A New History of Ireland, Vol. I,  (ISBN 0-19-821737-4) (edited Ó Cróinín).